# PPE Group
Die PPE Group ist ein russisches Versandhandelsunternehmen für Bekleidung. Es ist Marktführer in der gesamten Russischen Föderation. Firmenhauptsitz ist Moskau, der zweite Hauptstandort ist Twer. CEO des Unternehmens ist Pascal Clement.
Die Gruppe entstand 1996 und erzielte im ersten Jahr ihres Bestehens einen Bruttoumsatz von umgerechnet etwa 96 Millionen Euro. Hauptmarke der PPE Group ist „Na Dom“. Seit 2006 besteht ein Joint Venture mit dem deutschen Versandhaus und Weltmarktzweiten Otto über den Vertrieb einiger Sortimente der Marken „Otto“, „Bonprix“ und „Witt International“ in der Russischen Föderation. Hierzu soll im nordwestlich von Moskau gelegenen Twer ein neues Logistikzentrum errichtet werden. Die Otto-Gruppe ist mit 70 %, die PPE Group mit 30 % an der Kooperation beteiligt.
PPE ist nicht nur ein Versender für Bekleidung, auch Haushaltsartikel und Deko gehören zum Sortiment. Marktführer auf diesem Sektor in Russland ist allerdings der Katalogversender betagroup – hauptsächlich mit der Marke Mir Knigi.